# ترومبون
ترومبون (به فرانسوی: trombone) یکی از سازهای بادی (بادی مسی) برنجی است.

## تاریخچه
نام ترومبون از ایتالیائی می‌آید و به معنی «ترومپت بزرگ» است. ترومبون از دورهٔ رنسانس در موسیقی مذهبی کلیساها به‌کار می‌رفت، ولی در آثار ارکستری چندان رایج نبود. لودویگ فان بتهوون با استفاده از این ساز در موومان آخر سمفونی پنجم خود آن را رایج کرد و بسیاری از آهنگسازان بعد از او به ترومبون نقشی در آثار خود دادند.
ترومبون در موسیقی جاز هم بسیار به‌کار رفته‌است. از نوازندگان مشهور ترومبون جاز می‌توان از گلن میلر، جی جی جانسون، کی وایندینگ و تامی دورسی نام برد.

## ویژگی
- رایج‌ترین نوع ترومبون، «ترومبون تنور» است که جز سازهای انتقالی نمی‌باشد.
- نت ترومبون تنور را با کلید (فا) و (دو خط چهارم) می‌نویسند.
- از نظر ظاهری با لوله کشوئی آن شناخته می‌شود. ترومبون‌های رایج عملاً ترومپت‌های آلتو و باس هستند.
- اکثر سازهای این خانواده انتقالی محسوب می‌شوند.

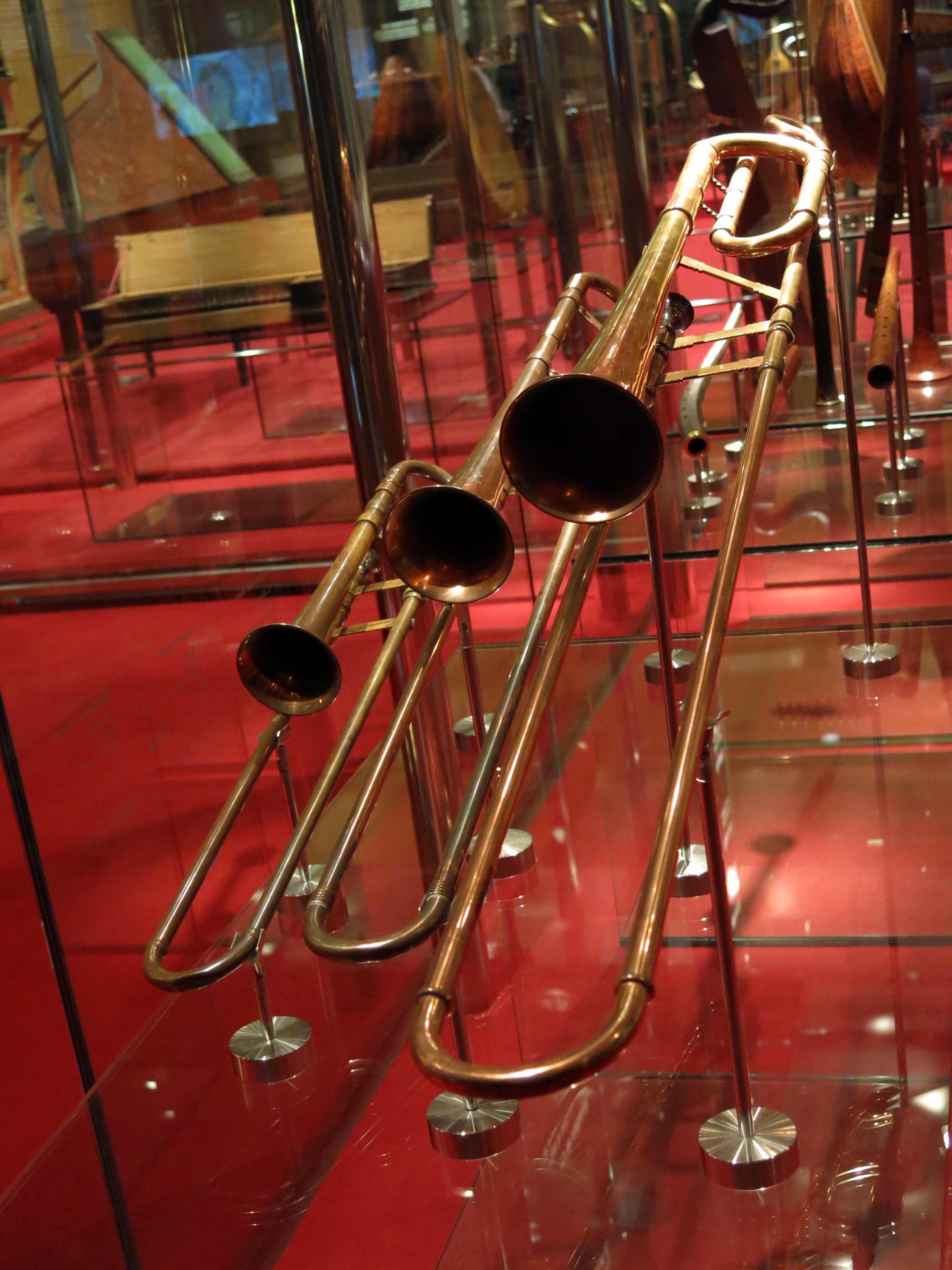
ترومبون

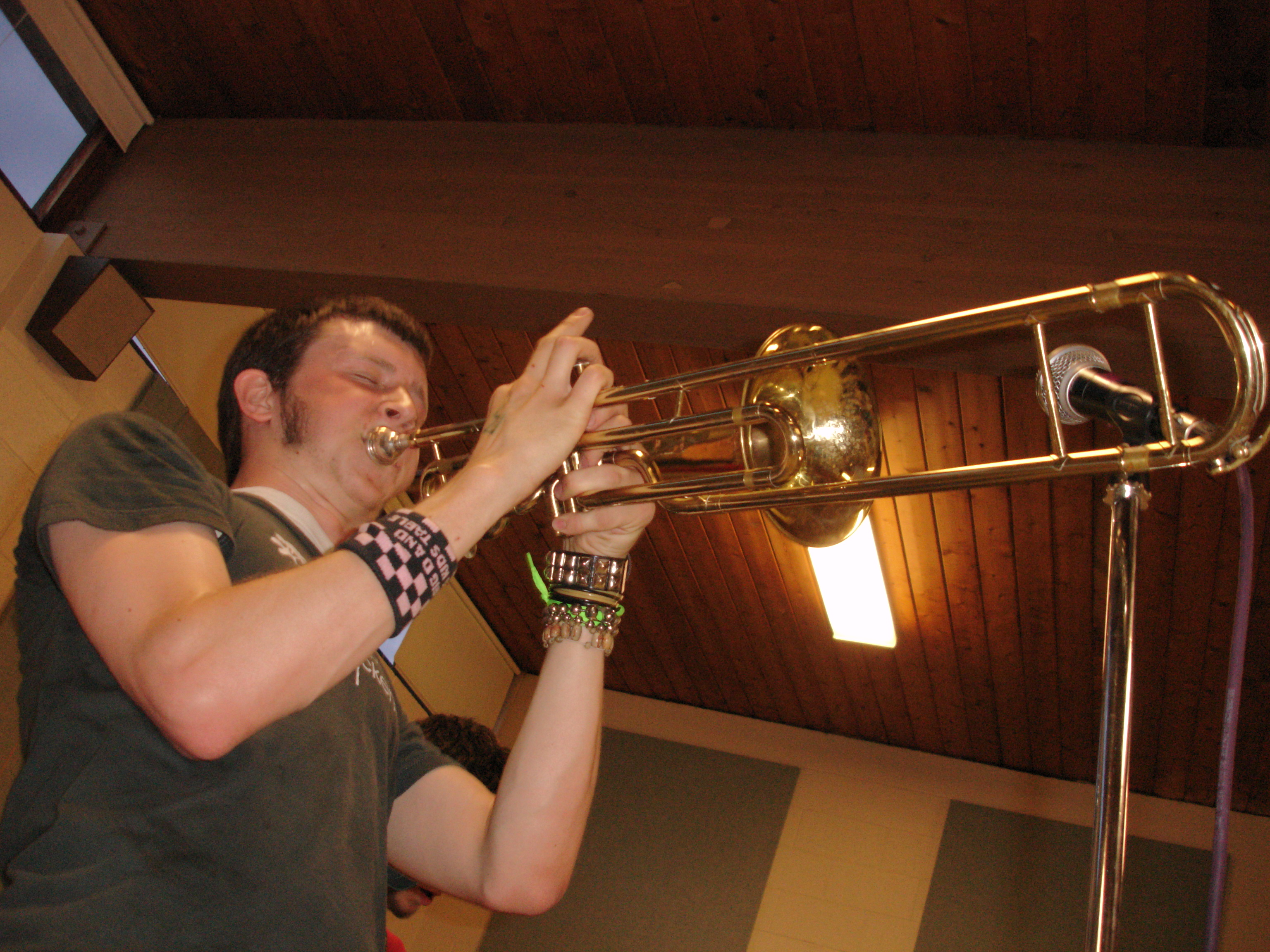
ترومبون